# Krnica, Gorje
Krnica je naselje v Občini Gorje.